# Pegoscapus philippi
Pegoscapus philippi är en stekelart som först beskrevs av Grandi 1936.  Pegoscapus philippi ingår i släktet Pegoscapus och familjen fikonsteklar. Inga underarter finns listade i Catalogue of Life.